# پیر (آلبوم ابی)
پیر نام یک آلبوم گردآوری‌شده از ابی است که در سال ۱۹۹۹ (۱۳۷۸ ه‍. ش) توسط شرکت ترانه روی نوار کاست و سی‌دی منتشر گردید.

## فهرست ترانه‌های روی سی‌دی[۲]
| # | نام ترانه                 | ترانه سرا          | آهنگساز          | تنظیم کننده   |
| - | ------------------------- | ------------------ | ---------------- | ------------- |
| ۱ | نگو با من                 | همایون هوشیار نژاد | سیاوش قمیشی      | منوچهر چشم‌آذر |
| ۲ | گریهٔ مستی                 | لیلا کسری          | سیاوش قمیشی      | منوچهر چشم‌آذر |
| ۳ | مادربزرگ                  | علی عمادی          | محمد شمس         | محمد شمس      |
| ۴ | حیلت رها کن               | مولوی              | محمد شمس         | محمد شمس      |
| ۵ | تو کی هستی                | ایرج جنتی عطایی    | بابک بیات        | بابک بیات     |
| ۶ | Faraway                   |                    | اریک آرکانت      | اریک آرکانت   |
| ۷ | پیر                       | مسعود امینی        | منصور ایران نژاد | محمد شمس      |
| ۸ | خدا می‌داند (با سُلی و نِلی) | مشرقی تبریزی       | سلیمان واثقی     | اریک آرکانت   |
| ۹ | شب                        | اردلان سرفراز      | منصور ایران نژاد | محمد شمس      |